# Sopatro di Atene
Sopatro (in greco antico: Σώπατρος?, Sòpatros; Atene, IV secolo d.C. – dopo il 365 d.C.) è stato un retore greco antico.

## Biografia
Sopatro lavorava ad Atene a metà del IV secolo. Probabilmente un allievo di Imerio, viene citato da Libanio in una lettera risalente al 365 d.C.

## Opere
L'opera più significativa che gli è stata attribuita è la Diairesis Zētēmatōn (Διαίρεσις ζητημάτων, ossia Partizione di ricerche), una raccolta di 81 temi di declamazione, con istruzioni su come trattarli e copie parziali: essa fornisce la migliore comprensione che abbiamo dei metodi dei retori e dei loro allievi.
Non è chiaro se il commento a Ermogene e i Progymnasmata siano suoi.
Ad un omonimo va forse attribuita la Scelta di storie, un'antologia tematica recensita da Fozio nel cod. 161 della sua Bibliotecaː
Il secondo libro è dal primo al decimo libro della Epitome di Panfila, figlia di Soterida, e da Artemone di Magnesia, Sulle azioni notevoli delle donne, gli apoftegmi di Diogene il cinico, l'ottavo libro di Saffo e vari altri scrittori (...).
Il terzo libro è tratto dalla Storia varia di Favorino (...). Questi contengono varie storie, le ragioni e le origini e i significati di parole e nomi, e simili (...).
Il quarto libro è compilato da un'opera anonima dal titolo Raccolta di cose meravigliose, dal sedicesimo libro delle Note varie di Aristosseno e dall'ottavo libro della Storia teatrale di Rufo. Qui si trovano molte cose improbabili e incredibili, vari incidenti tragici e comici, dialoghi e discorsi, maniere e costumi e simili (...).
Il quinto libro è composto da estratti del primo, secondo e terzo libro della Storia musicale di Rufo. Contiene un resoconto di diversi comici e tragedie, di scrittori di ditirambi, di suonatori di flauto e di cetra, di canti nuziali e canti accompagnati da danza, di ballerini e altri che hanno preso parte a concorsi teatrali, l'origine e gli antecedenti familiari di quelli tra quelli che sono diventati famosi, uomini o donne; quali di loro erano conosciuti come i creatori di quali pratiche, quali di loro erano amici e intimi di imperatori e re; quali fossero i concorsi e da dove derivasse, in cui ognuno esponeva la sua arte. Sono anche descritti i festival generali celebrati da tutto il popolo ateniese (...).
Il sesto libro è tratto dal quarto e dal quinto libro della Storia musicale dello stesso Rufo. Dà un resoconto dei suonatori di flauto, delle canzoni cantate al flauto da uomini e donne, dei poeti Omero, Esiodo e Antimaco e la maggior parte degli altri poeti appartenenti alla loro scuola, e ci racconta qualcosa sulle cosiddette Sibille e da dove venivano, tutte prese da Rufo. Sono anche antologizzati il secondo libro degli Halieutica di Damostrato e il primo, quinto, nono e decimo libro delle Vite dei filosofi di Diogene Laerzio (...). Il libro contiene anche informazioni sulla retorica e i retori, estratti del lavoro di Elio Dionisio Su Alessandria e dagli Aigyptiakà di Ellanico.
Il settimo libro è una specie di antologia della storia di Erodoto.
L'ottavo libro è composto da estratti di un'opera antica e anonima. Fornisce un elenco di donne che sono diventate famose (...), delle azioni di alcuni uomini e dei loro incontri per lo studio della retorica, dell'eccellenza dell'amicizia e delle massime degli uomini degni. Ci sono anche selezioni dai saggi di Plutarco su Come un giovane dovrebbe ascoltare i poeti e su Natura e fatiche (...). Inoltre, ci sono estratti anche dai trattati Sulla vergogna, Sulla loquacità, Sulla rabbia, Su come si dovrebbe ottenere beneficio dai propri nemici, Sull'allegria, Precetti politici, Sulla ricchezza, Sui progressi nella virtù, Regole igieniche, Precetti matrimoniali (...).
Il nono libro comprende estratti di Plutarco, Sulla tarda vendetta degli dei, le Vite dei Demetrio e di Bruto, il libro intitolato Apoftegmi di uomini illustri, il trattatello Sui fiumi e Come distinguere l'adulatore dall'amico, le Vite di Cratete, Daifanto e Pindaro e l'opera intitolata Apoftegmi di re e generali, e dai libri I-VIII delle Questioni conviviali (...). L'autore ha anche antologizzato i libri I-IV della Storia romana di Rufo (...).
Il libro decimo è stato antologizzato dalla Erato  di Cefalione e descrive la vita e le gesta di Alessandro Magno; dal trattato di Apollonio lo Stoico; per quanto riguarda le donne che sono state filosofe o hanno raggiunto la fama con qualsiasi altra cosa (...); dalla Storia di Macedonia di Teagene; dalle Vite di Plutarco di Nicia, Alcibiade, Temistocle, Teseo, Licurgo, Solone e Alessandro figlio di Filippo, Cimone, Lisandro, Demostene, Pericle, Pelopida, Focione e Aristide (...).
L'undicesimo libro è stato compilato in modo simile dalle vite di Plutarco di Epaminonda, Dione, Agesilao, Agide, Cleomene, Eumene di Cardia, Filopemene, Arato (...) e Pirro, re dell'Epiro; dal primo e secondo libro di Aristofane Sugli animali e il diciassettesimo libro della Storia teatrale del re Giuba (...).
Il dodicesimo libro è tratto da varie fonti: il Catalogo di pittori e scultori di Callisseno , il Sul Museo di Alessandria, le Costituzioni di Aristotele (...). Tale è il contenuto del dodicesimo libro.
Il lavoro è molto utile per il lettore. Perché sebbene non sia privo di dichiarazioni favolose, mostruose, false e improbabili (...) si possono raccogliere molte cose che promuovono la virtù e l'onestà. Per lo studioso di retorica e raffinatezza, come egli stesso dice ai suoi amici nell'introduzione, sono di notevole importanza e saranno molto utili. La dizione è varia, non limitata a uno stile, sebbene la chiarezza sia la caratteristica distintiva dell'intera opera.»
(trad. A. D'Andria)